# La Capitale déchue
La Capitale déchue est un roman chinois de Jia Pingwa publié originellement en 1993.
La traduction française paraît en 27 août 1997 aux éditions Stock. Il reçoit le prix Femina étranger la même année.

## Éditions
- Éditions Stock, 1997  (ISBN 978-2234046221).